# Invention

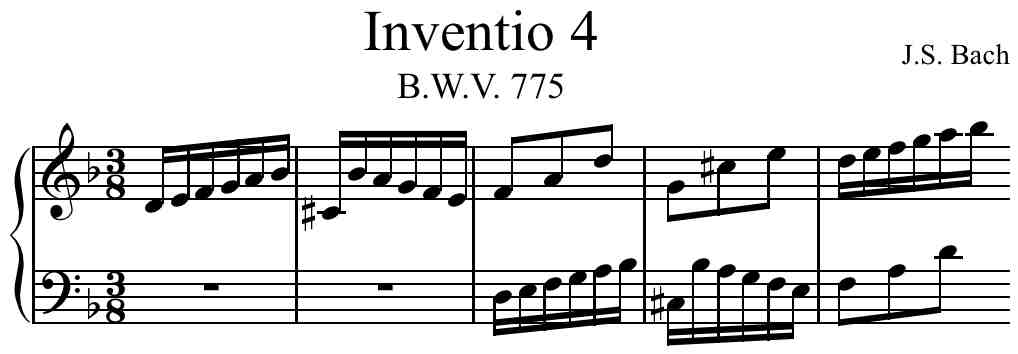
Die ersten fünf Takte der zweistimmigen Invention Nr. 4 von J. S. Bach.

Der in der musikalischen Formenlehre verwendete Begriff Invention – von „invenire“ (deutsch: „auf jmd od. etw. stoßen, (vor)finden, auffinden (meist zufällig, manchmal durch Suchen)“) bzw. „inventio“ (deutsch: „1. das Erfinden, Erfindung; 2. meton. a. Erfindungsgabe; b. konkr. nachklass. Erfindung, das Erfundene“) – ist nicht klar definiert. Er ist seit der Mitte des 16. Jahrhunderts gebräuchlich und kann unter anderem eine der folgenden Bedeutungen haben:
- Ersatzbezeichnung für Musikstücke, deren Gattungsname nicht angegeben wird,
- Stücke, die für besonders ideenreich oder neuartig gehalten werden.

Im engeren Sinne bezieht sich die Bezeichnung Invention auf Stücke, die aus einem musikalischen Einfall (Soggetto oder Thema) heraus entwickelt werden. Sie bestehen also aus dem Einfall (inventio) und dessen anschließender Ausarbeitung (elaboratio).
Das Thema wird dabei unterschiedlich verarbeitet, z. B. nach dem Prinzip der Imitation (Nachahmung des Themas in einer anderen Stimme), Sequenz (Wiederholung des Themas auf einer anderen Tonstufe), Transposition (Thema erscheint in einer anderen Tonart), Umkehrung, Augmentation (Vergrößerung der Notenwerte), Diminution (Verkleinerung der Notenwerte), Abspaltung (nur ein Teil des Themas wird verwendet). Gegenspieler des Themas in einer anderen Stimme ist der so genannte Kontrapunkt. Die Invention ist in der Regel zweistimmig.
Bei Johann Sebastian Bach ist die Invention ein zweistimmiges Klavierstück, in dem der musikalische Einfall polyphon verarbeitet wird, siehe Inventionen und Sinfonien.